# Метод Кранка — Ніколсон
Метод Кранка — Ніколсон — це спеціальний чисельний метод розв'язку диференціальних рівнянь з частинними похідними в обчислювальній математиці, за допомогою особливої схеми методу скінченних різниць, зокрема для рівняння теплопровідності та дифузії. Це неявний метод 2 порядку і є чисельно стабільним щодо кроку різницевої сітки. Метод винайшли в середині 20-го століття англійські вчені Джон Кранк та Филліс Ніколсон.
Для рівняння теплопровідності, дифузії і багатьох інших схожих рівнянь можна довести, що метод Кранка — -Ніколсон є безумовно чисельно стабільним. Проте, при використанні великого кроку сітки (коли {\displaystyle \Delta t/\Delta x^{2}>0.5}) розв'язок може містити сильні коливання. У випадку, коли крок різницевої сітки змінити неможливо, при нестабільності розв'язку рекомендується використовувати менш точний, але також чисельно стабільний неявний зворотній метод Ейлера.

## Опис методу

Різницева схема сітки в методі Кранка — Ніколсон для одновимірної задачі

Неявна схема, яку винайшли Джон Кранк та Филліс Ніколсон ґрунтується на чисельному наближенню параболічного диференціального рівняння другого порядку. Як приклад візьмемо одновимірне рівняння теплопровідності
{\displaystyle u_{t}(x,t)=c^{2}u_{xx}(x,t)}
для {\displaystyle 0\leq x<a} та {\displaystyle 0<t<b} з початковою умовою {\displaystyle u(x,0)=f(x)} та крайовими умовами {\displaystyle u(0,t)=g_{1}(t)} ; {\displaystyle u(a,t)=g_{2}(t)} в точці {\displaystyle (x,t+\Delta t/2)} котра знаходиться між рядами різницевої сітки з кроком {\displaystyle h=\Delta x} та {\displaystyle k=\Delta t}.
Тоді для похідних отримаємо
{\displaystyle u_{t}(x,t+k/2)={\frac {u(x,t+k)-u(x,t)}{k}}+O(k^{2})}
{\displaystyle u_{xx}(x,t+k/2)={\frac {1}{2h^{2}}}\left(u(x-h,t+k)-2u(x,t+k)+u(x+h,t+k)+u(x-h,t)-2u(x,t)+u(x+h,t)\right)+O(h^{2})}
Тобто використовується середнє значення наближень похідних {\displaystyle u_{xx}(t,k)} та {\displaystyle u_{xx}(x,t+k)} для наближення {\displaystyle u_{xx}(x,t+k/2)}
Підставляючи ці вирази в рівняння теплопровідності (і спрощуючи запис {\displaystyle u(x_{j},t_{n})\rightarrow u_{j,n}}) отримаємо
{\displaystyle {\frac {u_{j,n+1}-u_{j,n}}{k}}=c^{2}{\frac {u_{j-1,n+1}-2u_{j,n+1}+u_{j+1,n+1}+u_{j-1,n}-2u_{j,n}+u_{j+1,n}}{2h^{2}}}}
Використовуємо для зручності {\displaystyle r=c^{2}k/h^{2}} і переносимо всі значення функції з часом {\displaystyle t+k} в ліву частину рівняння.
Після впорядкування членів рівняння отримаємо неявну різницеву схему для {\displaystyle j=2,3,...,N-1}
{\displaystyle -r\,u_{j-1,n+1}+(2+2r)u_{j,n+1}-r\,u_{j+1,n+1}=(2-2r)u_{j,n}+r(u_{j-1,n}+u_{j+1,n})}
Рівняння у такій формі має вигляд тридіагональної системи алгебраїчних рівнянь
{\displaystyle AX=B}
і розв'язується звичайними прямими чи ітераційними методами лінійної алгебри.
В схемі Кранка — Ніколсон використовується шість точок основної різницевої сітки для наближення проміжної точки {\displaystyle u_{xx}(x,t+k/2)}, на якій базуються всі чисельні наближення.